# Евлантьевка
Евла́нтьевка — село в Седельниковском районе Омской области. Административный центр Евлантьевского сельского поселения.

## История
Основана в 1826 году. В 1928 году состояла из 38 хозяйств, основное население — русские. В административном отношении деревня находилась в составе Богдановского сельсовета Седельниковского района Тарского округа Сибирского края.

## Население
| 1926 | 2010 |
| ---- | ---- |
| 178  | ↗256 |

## Улицы
- ул. Зелёная,
- ул. Кропотова,
- ул. Молодёжная,
- ул. Новая.